# Leynhac
Leynhac település Franciaországban, Cantal megyében. Lakosainak száma 315 fő (2022. január 1.). Leynhac Boisset, Marcolès, Saint-Antoine, Saint-Étienne-de-Maurs, Saint-Constant-Fournoulès és Puycapel községekkel határos.

## Népesség
A település népességének változása:
| Lakosok száma | 656  | 518  | 441  | 362  | 358  | 353  | 343  | 345  | 351  | 315  |
|               | 1968 | 1982 | 1990 | 2006 | 2013 | 2015 | 2017 | 2019 | 2020 | 2022 |